# Bessy-sur-Cure
Bessy-sur-Cure – miejscowość i gmina we Francji, w regionie Burgundia-Franche-Comté, w departamencie Yonne. W 2013 roku jej populacja wynosiła 188 mieszkańców. Przez gminę przepływa rzeka Cure. 